# Inger Christensen
Inger Christensen (Vejle, 16 de gener 1935 - Copenhaguen, 2 de gener 2009) fou una escriptora de poesia, novel·la, assaig i també traductora i editora de Dinamarca, reconeguda com la poetessa més experimental de la seva generació.

## Biografia i obra
Inger Christensen va néixer Vejle, al sud-est de la península de Jutlàndia (Dinamarca). Era filla d'Adolf Emanuel Christensen, sastre de professió i d'Erna Hansine Østergard, treballadora d'una planta d'empaquetat de carn. Després de graduar-se al gymnasium de Vejle el 1954, es va traslladar a Copenhaguen per estudiar-hi medicina, però va interrompre aquells estudis per motius econòmics i, a Aarhus, va estudiar a l'Escola Normal; va rebre el títol de mestra el 1958.  Christensen va començar a publicar poemes a la revista Hvedekorn, que dirigia Poul Borum (1934-1995), poeta danès que va ser mentor de molts poetes. Christensen i Borum van casar-se el 1959 i es van divorciar el 1976.
Després d'ensenyar a la Facultat d'Arts de Holbæk entre 1963-1964, va tornar a escriure a temps complet i va completar així la producció de dues de les seves col·leccions primerenques, Lys (Llum, 1962) i Graes (herba, 1963). En aquestes obres reflexiona tant en l'examen dels límits del coneixement d'un mateix com en el paper de l'idioma en percepció. El seu treball més aclamat de la dècada de 1960 és, però, Det  (Això), que explora sobre qüestions socials, polítiques i estètiques, però sobretot es fa les grans preguntes filosòfiques del significat. L'obra s'oposa a qüestions com ara la por i l'amor i el poder i la impotència. Va ser molt ben rebut per la crítica alhora que era citat per polítics, però també en protestes socials, en pintades al carrer i alguns fragments van ser la lletra per acompanyar música rock.
En aquests anys Christensen també va publicar dues novel·les,  Evighedsmaskinen  (1964) i Azorno (1967). També va escriure Det malede Værelse (l'habitació pintada, 1976) una ficció més curta centrada en el pintor  Mantegna, del Renaixement italià i presentada des del punt de vista de diversos narradors (Marsilio, secretari de Mantegna, la princesa turca FArfalla i el fill petit de Mantagena), 
Gran part del treball de Christensen va ser organitzat en estructures "sistèmiques", d'acord amb la seva creença que la poesia no és veritat i ni tan sols el "somni" de la veritat, sinó que "és un joc, potser un joc tràgic que vam jugar amb un món que juga el seu propi joc amb nosaltres."
En el recull poètic Alfabet, Christensen utilitza l'alfabet, des de la a d'albercocs fins a la n de nits [ "albercocs"] an [ "nits"]) juntament amb el nombre de Fibonacci, en la qual el següent número és la suma dels dos anteriors (0, 1, 1, 2, 3, 5, 8, 13, 21, 34 ...). Com es va explicar: "Existeixen les relacions numèriques en la natura: la forma en què un porro s'embolica al voltant de si mateix des de l'interior, i el cap d'una flor de neu, estan tots dos basats en aquesta sèrie." El seu sistema finalitza en la n, el que suggereix molts significats possibles incloent importància "de n" com qualsevol nombre sencer. Igual que amb Det, però, malgrat els seus elements altament estructurats aquest treball és una sèrie poèticament evocadora que es tracta amb les oposicions com una efusió de l'alegria del món contraposada amb els temors de les forces i preparada per a la seva destrucció.
Sommerfugledalen de 1991 (Vall de la papallona: Un Requiem, 2004) explora a través del sonet la fragilitat de la vida i la mortalitat, que acaba en una espècie de transformació.
Christensen també va escriure obres per a nens, obres de teatre, peces de ràdio, i nombrosos assajos, el més notable dels quals van ser recollits en el seu llibre Hemmelighedstilstanden (L'Estat del secret) l'any 2000.
El trebal de Christensen és molt apreciat a Alemanya i ella des de jove coneixia bé la literatura alemanya. Més tard va traduir al danès algunes obres d'autors de llengua alemanya, com ara Johannes Bobrowski, Wolfgang Hildesheimer, Peter Handke o Heinrich von Kleist.